# Tripping
«Tripping» (с англ. — «Топчущийся на месте») ― сингл британского певца Робби Уильямса с его шестого студийного альбома Intensive Care (2005). Он был выпущен в качестве ведущего сингла альбома 3 октября 2005 года на лейбле Chrysalis Records. Сам Уильямс называет песню «чем-то вроде мини-гангстерской оперы» и «своего рода регги в стиле кабаре». Раскатистый ритм песни во многом обязан ранней работе The Clash. Во время припева Уильямс переходит на фальцет.
Подкрепленный треком «Make Me Pure», с того же альбома, «Tripping» был отправлен на радиостанции по всему миру. После своего выхода песня стала мировым хитом, заняв первое место в Германии, Италии и Нидерландах. Сингл достиг пика в первой пятерке более чем в 10 европейских странах, включая Великобританию, где занял второе место и стал 19-м самым продаваемым синглом 2005 года. Он также имел успех в Австралии, заняв седьмое место в чарте синглов ARIA, и достиг 20-го места в Новой Зеландии.

## Видеоклип
В видео, снятом режиссёром Юханом Ренком, Уильямс бегает на месте, как будто он никуда не может деться. Похоже, что Уильямсу снится кошмар, в котором он живёт где-то в 1950-х годах и застрял, бесконечно бегая по лабиринту, никогда не продвигаясь вперед или двигаясь на стереотипном фоне 1950-х годов. Это также включает в себя ребёнка, поющего ему часть припева, и пару близнецов на заднем сиденье его Saab 95. Он также видит себя запертым в лифте с огромным трансвеститом, который предложил ему поцеловаться; он пытается защититься, но в конце онцов позволяет прикоснуться к нему, и в этот момент Уильямс просыпается, улыбается и закрывает глаза.

## Трек-лист
UK CD1
1. «Tripping» (album version)
2. «Make Me Pure» (edit)

UK CD2 and Australian CD single
1. «Tripping» (album version)
2. «Make Me Pure» (edit)
3. «Meet the Stars»

UK DVD single
1. «Tripping» (video)
2. «Make Me Pure» (video)
3. «Bag Full of Silly» (audio)
4. Video clip and photo gallery

## Чарты
| Чарт(2005—2006)                     | Высшая позиция |
| ----------------------------------- | -------------- |
| Австралия (ARIA)                    | 7              |
| Австрия (Ö3 Austria Top 40)         | 2              |
| Бельгия/Фландрия (Ultratop 50)      | 8              |
| Бельгия/Валлония (Ultratop 50)      | 11             |
| СНГ (Tophit)                        | 23             |
| Чехия (Rádio Top 100)               | 3              |
| Дания (Tracklisten)                 | 3              |
| Europe (Eurochart Hot 100)          | 1              |
| Финляндия (Suomen virallinen lista) | 4              |
| Франция (SNEP)                      | 9              |
| Германия (GfK)                      | 1              |
| Greece (IFPI)                       | 12             |
| Венгрия (Rádiós Top 40)             | 3              |
| Венгрия (Dance Top 40)              | 23             |
| Венгрия (Single Top 40)             | 2              |
| Ирландия (IRMA)                     | 4              |
| Италия (FIMI)                       | 1              |
| Нидерланды (Dutch Top 40)           | 1              |
| Нидерланды (Single Top 100)         | 2              |
| Новая Зеландия (Recorded Music NZ)  | 20             |
| Норвегия (VG-lista)                 | 2              |
| Шотландия (Scottish Singles Chart)  | 2              |
| Испания (PROMUSICAE)                | 2              |
| Швеция (Sverigetopplistan)          | 2              |
| Швейцария (Schweizer Hitparade)     | 2              |
| Великобритания (UK Singles Chart)   | 2              |

| Чарт(2005)                        | Позиция |
| --------------------------------- | ------- |
| Australia (ARIA)                  | 91      |
| Austria (Ö3 Austria Top 40)       | 29      |
| Belgium (Ultratop 50 Flanders)    | 75      |
| Belgium (Ultratop 50 Wallonia)    | 57      |
| Europe (Eurochart Hot 100)        | 8       |
| France (SNEP)                     | 41      |
| Germany (Official German Charts)  | 29      |
| Hungary (Rádiós Top 40)           | 44      |
| Italy (FIMI)                      | 15      |
| Netherlands (Dutch Top 40)        | 10      |
| Netherlands (Single Top 100)      | 10      |
| Sweden (Sverigetopplistan)        | 22      |
| Switzerland (Schweizer Hitparade) | 41      |
| UK Singles (OCC)                  | 19      |

| Чарт(2006)              | Позиция |
| ----------------------- | ------- |
| Hungary (Rádiós Top 40) | 79      |

## Сертификации
| Регион | Сертификация | Продажи  |
| --- | ------------ | -------- |
| Австралия (ARIA) | Золотой      | 35 000^  |
| Дания (IFPI Danmark) | Золотой      | 4000^    |
| Франция (SNEP) | Золотой      | 200 000* |
| Швейцария (IFPI Switzerland) | Золотой      | 20 000^  |
| Великобритания (BPI) | Серебряный   | 200 000  |
| * Данные о продажах приведены только на основе сертификации. · ^ Данные о тиражах приведены только на основе сертификации. · Данные о продажах + прослушиваниях приведены только на основе сертификации. |              |          |